# Bolton North East
Pour les articles homonymes, voir Bolton.

Bolton North East dans le Grand Manchester.

La circonscription de Bolton North East est une circonscription électorale anglaise située dans le Grand Manchester et représentée à la Chambre des communes du Parlement britannique.